# Морріс-Плейнс (Нью-Джерсі)
Морріс-Плейнс (англ. Morris Plains) — місто (англ. borough) в США, в окрузі Морріс штату Нью-Джерсі. Населення — 6153 особи (2020).

## Географія
Морріс-Плейнс розташований за координатами 40°50′28″ пн. ш. 74°28′22″ зх. д. / 40.84111° пн. ш. 74.47278° зх. д. (40.841134, -74.472877).  За даними Бюро перепису населення США в 2010 році місто мало площу 6,72 км², з яких 6,62 км² — суходіл та 0,10 км² — водойми.

## Демографія
Згідно з переписом 2010 року, у селищі мешкали 5532 особи в 2131 домогосподарстві у складі 1486 родин. Було 2197 помешкань
Расовий склад населення:
| - 89,4 % — білих - 5,0 % — азіатів - 2,7 % — чорних або афроамериканців - 0,1 % — корінних американців - 1,1 % — осіб інших рас |

До двох чи більше рас належало 1,7 %. Частка іспаномовних становила 5,7 % від усіх жителів.
За віковим діапазоном населення розподілялося таким чином: 24,8 % — особи молодші 18 років, 58,6 % — особи у віці 18—64 років, 16,6 % — особи у віці 65 років та старші. Медіана віку мешканця становила 42,1 року. На 100 осіб жіночої статі у селищі припадало 93,5 чоловіків;  на 100 жінок у віці від 18 років та старших — 89,4 чоловіків також старших 18 років.
Середній дохід на одне домашнє господарство  становив 139 025 доларів США (медіана — 110 817), а середній дохід на одну сім'ю — 162 004 долари (медіана — 139 821). Медіана доходів становила 94 891 долар для чоловіків та 58 792 долари для жінок. За межею бідності перебувало 2,1 % осіб, у тому числі 1,3 % дітей у віці до 18 років та 1,7 % осіб у віці 65 років та старших.
Цивільне працевлаштоване населення становило 2957 осіб. Основні галузі зайнятості: науковці, спеціалісти, менеджери — 22,3 %, освіта, охорона здоров'я та соціальна допомога — 20,7 %, фінанси, страхування та нерухомість — 12,5 %, виробництво — 10,1 %.